# Клюгер, Дьюла
Дью́ла Клю́гер (Клу́гер; венг. Kluger Gyula, 15 января 1914, Шаторальяуйхей — 23 сентября 1994, Будапешт) — венгерский шахматист; международный мастер (1954). 
Участник 21 чемпионата Венгрии, в том числе 1953 — 2-е место. В составе команды Венгрии участник Олимпиад 1954 и 1960. Лучшие результаты в международных турнирах: Бухарест (1954) — 5-е; Гастингс (1956/1957, побочный турнир) — 1-е; Варна (1957) — 2—3-е; Балатонфюред (1960) — 3—5-е места.
В 1932 году занял первое место на главном турнире Немецкой шахматной федерации Чехословакии, завоевав тем самым чешское звание мастера. В 1935 году, заняв 1-е место на главном турнире в Будапеште, он также получил аналогичное венгерское звание мастера. В 1937 году он занял 4-е место на национальном конкурсе мастеров, после чего к соревнованиям его не допускали из-за еврейского происхождения вплоть до конца войны. 
За свою карьеру он побеждал таких выдающихся гроссмейстеров, как Светозар Глигорич (Шахматная олимпиада, 1954), Виктор Корчной и Гидеон Штальберг (Бухарест, 1954), Михаил Таль (Кисловодск, 1964).
В 1998 году в его память был организован I конкурс памяти Дьюлы Клюгера. 